# Michael Roe
Michael Roe (nasceu em 12 de outubro de 1954) é um produtor musical, compositor, guitarrista norte-americano. Sendo conhecido por ser o vocalista e guitarrista da banda The 77s.